# BIPSC
株式会社BIPSC（ビップス）は、北海道札幌市厚別区の一部地域を放送区域として超短波放送（FM放送）を営む特定地上基幹放送事業者である。
RADIOワンダーストレージ FMドラマシティ（レディオワンダーストレージ エフエムドラマシティ）の愛称でコミュニティ放送を行っている。

## 概要
免許人のBIPSCは当初、有限会社として設立されたが、株式会社に改組し現在に至る。
札幌市清田区、白石区、豊平区、江別市、北広島市、恵庭市などでも、場所によっては受信できる。
また、CSRA運営「SimulRadio」のサイマル放送（動画付き）や株式会社ディーピーエヌのインターネットラジオListenRadioでも聴取できる。
2024年頃から放送機材にトラブルが生じており、常に左チャンネルの音声が出ない状態で放送されている。また、開局当初からFM放送で変調度が100%とされる最大周波数変移の±75kHzを大幅に超過した状態で放送されている。

## 役員
- 代表取締役社長：丸山佳織
- 取締役放送局長：丸山浩樹（作家・ローカルタレントのMARU）

## 沿革
- 2004年（平成16年）
  - 6月21日 - 免許申請が受理される。
  - 8月5日 - 予備免許取得。
  - 10月1日 - 免許取得。
    - 愛称はドラマシティFM新さっぽろ。
- 2006年（平成18年）11月1日 - 愛称がRadio D FMドラマシティとなる。
- 2008年（平成20年）12月1日 - サイマルラジオ開始[2]。
- 2009年（平成21年）8月6日から10日の4日間 - 機材の故障により放送休止。10日午後5時に復旧[3]。
- 2012年（平成24年）1月 - BIPSCは株式会社に改組。
- 2015年（平成27年）12月 -  ティーバイティーガレージが資本参加[4]。
- 2016年（平成28年）4月1日 - ティーバイティーガレージとの業務運営提携に伴い、愛称がRadio TXT FMドラマシティとなる[5]。
- 2019年（令和元年）11月1日 - ワンダーストレージホールディングスとの提携に伴い、愛称がRADIOワンダーストレージ FMドラマシティとなる。

## タイムテーブル
2022年（令和4年）8月現在
9:00 - 12:00の番組
- 「モーニングサンドイッチ」（月曜日 - 金曜日 9:00 - 11:00 ※第2木曜日のみ10:30まで）朝の生活情報トーク番組。
  - 月曜日 パーソナリティ 小山みちよ
  - 火曜日 パーソナリティ れおとん
  - 水曜日 パーソナリティ 先川尚美（2・4週）Brest（1・3週）
  - 木曜日 パーソナリティ 福井美都子
  - 金曜日 パーソナリティ 大前光弘・辻千絵
- 「ワンダーストレージ～あなたのびっくり箱」（月曜日 11:00 - 12:00）
- 「ボイスライブラリー」（火曜日 11:30 - 12:00）

パーソナリティ 一条綾香
- 「Connect」（木曜日 11:00 - 12:00）
- 「光の泉」（土曜日 10:45 - 11:00）
- 「クラシックパーク」（日曜日 10:00 - 11:00 ※サイマル非放送）

パーソナリティ 小山孝
12:00 - 16:00の番組
- 「ランチタイムバラエティディッシュ!」（月曜日 - 金曜日 12:00 - 14:00）開局初期から続く昼の生活情報トーク番組。
  - 月曜日 パーソナリティ 猪股聡子　
  - 火曜日 パーソナリティ 丸山佳織
  - 水曜日 パーソナリティ 三富香菜
  - 木曜日（13:00まで） パーソナリティ 丸山佳織
  - 金曜日 パーソナリティ とついようこ
- 「安達祐子の木曜お結びラジオ」（木曜日 13:00 - 16:00）

パーソナリティ 安達祐子
- 「オールディーズアフタヌーン」（月曜日 14:00 - 16:00）

オールディーズとスイーツの番組
パーソナリティ 丸山佳織
提供 新札幌乳業
- 馬・うま・いい話（第1・3金曜日 14:00 - 15:00）
- 「キラキラサタデー」（土曜日 13:30 - 15:00）
- 「サンデーグランドスラム」（日曜日 12:00 - 15:00）

開局初期から続く日曜昼の生活情報番組。改編による2012年4月 - 2013年9月の放送休止を経て再始動。
パーソナリティ 松島聡美
- 「ピロラジ」（日曜日 15:00 - 17:00）

パーソナリティ キャプテン ゆいまーる おーるばっく 他
16:00 - 24:00の番組
- 「MOTTO SHIN-SAPPORO!」（月曜日・火曜日 16:00 - 18:00）
  - 月曜日 パーソナリティ 東海林由季
  - 火曜日 パーソナリティ Lalami（第1・3週） / CAPTAINのMOTTO SHIN-SAPPORO!! “Mars Attacks!” キャプテン・マスト （第2・4週）
  - 木曜日 パーソナリティ 盛合でぇすけ
- 「YUIのLet’s Colorful night」（月曜日 18:00 - 19:00）

パーソナリティ 齊藤由惟
- 「ワークライフシナジー」（月曜日 19:00 - 20:00）

パーソナリティ 齊藤勉・小川聖子
- 「ナチュラルhappy time」（第1・3月曜日 20:00 - 21:00）

パーソナリティ 坂本裕光・上高世津子
- 「ハッピーソウルリーディング」（第2・4月曜日 20:00 - 21:00）

パーソナリティ MISA
2020年6月24日までは（水曜日 21:00 - 22:00）
- 「高橋智美の星に願いを☆」（第2・4月曜日 21:00 - 22:00）

パーソナリティ 高橋智美
- 「かんがわ雅司の「未来地図」」（第2・4週月曜日 22:00 - 23:00）
- 「当事者研究ラジオ「オリラジ」」（火曜日 19:00 - 20:00）
- 小橋亜樹のわくわくワンダーランド（火曜日 20:00 - 20:56）

パーソナリティ 小橋亜樹
- 「熊八ちゃんねる」（水曜日 16:00 - 17:00）
- 「高速ぷりん×よっちゃんの成り上がり!!」（水曜日 21:00 - 22:00）

パーソナリティ　高速ぷりん・吉泉征昭
- 「SWEET BERRY」（水曜日 22:00 - 22:30）

パーソナリティ 川西 常生
- 「厚別音楽夜話」（水曜日 22:30 - 23:30）

パーソナリティ　談真
- 「厚別ひと物語 街・夢・想い」（木曜日 20:00 - 21:00）

土曜日朝に再放送中の「厚別の達人」の後継番組としてスタート。
パーソナリティ 鳥本優至
- 「美しい地球を子どもたちに」（金曜日 16:00 - 17:00）

パーソナリティ HIROMI
- 「Talking Labo」（金曜日 18:00 - 19:00）

パーソナリティ 高井ヒロシ・岩尾亮
- 「新さっぽろナイトジョッキー」（金曜日 20:00 - 23:00 ※放送時間延長の場合あり）

夫妻による1週間の出来事を基に、トークを繰り広げる番組。
パーソナリティ 小山孝・小山素子
- 「細川美穂のしゃべっチャイナ」（土曜日 12:00 - 12:29　同日 22:00 - 22:29、再放送）

北京のスタジオから中国の情報を伝える。
2018年5月7日から2020年9月30日までAIR-G'でも25分編集版として放送されていた。
パーソナリティ 細川美穂
- 「MARUの時間」（土曜日 17:00 - 21:00 ※放送時間短縮・コーナー編成変更の場合あり）

メインパーソナリティMARUによるトークバラエティ番組。2016年1月より放送時間変更。
「ぐうたびタイム」（第1・3土曜 17:45頃 - ）
「Go!Go!Tomokoのゴーゴータイム」（18:00頃 - ）
「殿ちゃんの笑顔で行こうぜ!」（19:00頃 - ）
パーソナリティ MARU
アシスタント Lalami（第1週）、下山みちよ（第2週）、町田丸美（第3週）、みーたん・小檜山知萌子・アッキー（第4週交替）、谷口美和子（第5週）
- 「コーラスセレクション」（第2・4土曜日 21:00 - 22:00）

パーソナリティ 竹浪浩紀
- 「ミッドナイトミュージッククルーズ」（月曜日 24:00 - 9:00、火曜日 23:00 - 9:00、水曜日 23:30 -9:00、木曜日 22:00 -9:00、金曜日 24:00 - 10:00、土曜日 21:00 - 10:00、日曜日 21:00 - 9:00 ※サイマル非放送、いずれも前番組放送時間延長により開始時刻繰下げの場合あり）

## 放送終了または放送休止となった主な番組
- 「サンデーはっぴぃたいむ」（日曜日 12:00 - 15:00）2012年4月 - 2013年9月

パーソナリティ 長田京子
- 「松島聡美のYES!」（月曜日 11:00 - 14:00）2012年4月 - 2013年9月

パーソナリティ 松島聡美
- 「半熟BEAT」（木曜日 14:00 - 15:00）2014年4月終了

パーソナリティ meg・ユースケ
- 「B7」（火曜日 19:00 - 20:00）2014年5月終了

パーソナリティ チョイ丸・爆笑大学・ジダン
- 「ミュージックチャンネルD」（不定期土曜日 22:00 - 24:00）2014年7月終了

パーソナリティ 佐藤（と）
- 「はっぴぃたいむ」（月曜日 11:00 - 14:00）2013年10月 - 2014年10月

パーソナリティ 長田京子（きよぴぃ）
- 「おいしい音楽」（水曜日 20:00 - 21:00）2016年5月18日終了

パーソナリティ 扇柳トール
- 「D's Bridge Bar」（日曜日 21:00 - 23:00）2017年3月25日終了

パーソナリティ 佐々木竜一
- 「TAKE-ISM:」（火曜日 20:00 - 21:00）2018年2月27日終了

パーソナリティ 樹・和
- 「高橋智美 SMILE SMILE」（土曜日 21:00 - 21:30）
- 「黒船ラジオ」（日曜日 17:00 - 17:30）
- 「RADIOミルクス」（金曜日 19:00 - 20:00）
- 「リプロダクションRADIO〜SNS王子と声姫ドラマ〜」（木曜日 21:00 - 22:00）

パーソナリティ　M+Entertainment.
- 「ナデシコドールの『ナデシコRock'n Doll Radio』」（第1・3・5木曜日 19:00 - 19:30）
- 「クロスオーバー」（木曜日 18:00 - 19:00）

パーソナリティ ナイトdeライト 平野翔一
- カラカラソワカ（木曜日 22:00 - 23:00）

パーソナリティ 宍戸慈
2011年12月に札幌に移住。札幌と福島で放送されている。
- 「篠田大作サタデーラジオ」（土曜日 10:00 - 13:00）2016年10月 - 現在

週末の生活情報トーク番組。2010年12月「アラサー生活科学研究所」としてスタート。2013年6月、番組名称を「篠田大作生活科学研究所」に変更。2014年4月から番組が一時間拡大して11時OAに。2015年5月さらに拡大と名称変更。
パーソナリティ 篠田大作
- beauty radio「夕鶴のSAPPOROお洒落塾」（金曜日 15:00 - 16:00）
- 「マヤリングまん」（水曜日 20:00 - 21:00）
- 「我が人生、今が一番」（第1水曜日 18:00 - 19:00）
- 「今日も一笑懸命」（第2・4水曜日 18:00 - 19:00）
- 「ワールドオーダー」（水曜日 19:00 - 20:00）

パーソナリティー 青木尚士・岸尾正博
ナビゲーター 坂下さやか
- 「小畑真のLIFE」（火曜日 18:00 - 19:00）
- 「イキイキ数字de人生相談リクエストアワー♪」（月曜日 18:00 - 19:00）
- 「マンデースパイス」（月曜日 19:00 - 20:00）
- 「札幌よしもとpresent「ラジオ”想”談室」」（月曜日 20:00 - 21:00）
- 「ラジプリ A-Go-Go!」（月曜日 21:00 - 22:00）
- 「田中くんと小林くん」（第1 - 3、5土曜日 15:30 - 17:30）
- 「レイナニRadio」（水曜日 11:00 - 12:00）
- 「すっぴんファイターズガール」（金曜日 11:00 - 12:00）

パーソナリティ奥かおる（ファイターズガール週替わり3名）
- 「ミラクルなおみのスウィートタイム」（土曜日 11:00 - 12:00）

パーソナリティ なおみ（細川尚子）
- 由美とそのみの北海道いただきます!（第2・4金曜日 14:00 - 15:00）
- 「ジョニー小林 in ポップンロール」（土曜日 13:30 - 14:29）
- 「JAZZタクシージャズの時間」（第2・4火曜日 15:00 - 16:00）
- 「うますぎぼく天才」（金曜日 16:00 - 17:00）
- 「ニイハオ!厚別」（第1火曜日 15:00 - 16:00）
- 「K's Bar」（水曜日 22:00 - 22:30）
- 「ガチフク～熱血介護士が街じゅうに転がる福祉の課題にガチで一問一答してみた」（水曜日 16:00 - 17:00）
- 「大井弘幸のどさんこATM」（第4土曜日 15:30 - 17:30）

2014年1月（土曜日 15:00-16:00）「お〜い!どさんこ」としてスタート。2014年3月8日から放送時間30分拡大。2015年10月9日より放送時間開始30分繰り上げ。2016年1月より放送時間拡大と名称変更。2017年1月より月1回番組となる。
パーソナリティ 大井弘幸ほか
- 「メロンソーダってどんな味?」（第1・3日曜日 21:00 - 21:45）
- 「HEAVY METAL ROMANCE」（火曜日 22:00 - 23:00）
- ジャンプ系女子を育てたい（第1・3日曜日 21:00 - 21:59）
- 「xenon music garden（ゼノンミュージックガーデン）夜 とラヂヲとcocorocolony と 」（月曜日 23:00 - 24:00）
- 紅美桜は世界を救う（日曜日 23:00 - 23:59）

## エピソード
日高晤郎
MARU自身が『ウイークエンドバラエティ 日高晤郎ショー』の一コーナーである、北の出会いの取材を担当していることから、日高晤郎との関係も深い。
たとえば、2005年（平成17年）10月現在、卵焼き製造業者であり、『日高晤郎ショー』の打ち上げにも差し入れを行っている玉一商店がスポンサーではないが、コマーシャルが放送されていたりするといったことである。
日高本人は、FMドラマシティ内のラジオコマーシャルに出演。また、1周年記念の24時間生放送では、15分間ほど電話出演をした。
2008年（平成20年）3月29日の放送では、丸山の誕生日ということもあり、2度目の電話出演をした。